# Faza eliminatorie a Cupei Confederațiilor FIFA 2013
Faza eliminatorie a Cupei Confederațiilor FIFA 2013 a început pe 26 iunie, cu semifinalele, și s-a încheiat la 30 iunie 2013, cu finala de pe  Estádio do Maracanã din Rio de Janeiro. Primele două echipe din fiecare grupă s-au calificat pentru această fază a turneului. Se joacă și un meci pentru locul trei între cele două echipe învinse în semifinale.

## Naționale calificate
| Grupa | Locul I  | Locul II |
| ----- | -------- | -------- |
| A     | Brazilia | Italia   |
| B     | Spania   | Uruguay  |

## Tablou
|  | Semifinale                | Semifinale           |   |                     | Finala                    | Finala |  |
|  |                           |                      |   |                     |                           |        |  |
|  | 26 iunie – Belo Horizonte |                      |   |                     |                           |        |  |
|  | Brazilia                  | 2                    |   |                     |                           |        |  |
|  | Uruguay                   | 1                    |   |                     |                           |        |  |
|  |                           |                      |   |                     |                           |        |  |
|  |                           |                      |   |                     | 30 iunie – Rio de Janeiro |        |  |
|  |                           |                      |   |                     | Brazilia                  | 3      |  |
|  |                           | Spania               | 0 |                     |                           |        |  |
|  |                           |                      |   |                     |                           |        |  |
|  |                           |                      |   |                     |                           |        |  |
|  |                           |                      |   |                     | Finala mică               |        |  |
|  | 27 iunie – Fortaleza      | 27 iunie – Fortaleza |   | 30 iunie – Salvador | 30 iunie – Salvador       |        |  |
|  | Spania (pen.)             | 0 (7)                |   | Uruguay             | 2 (2)                     |        |  |
|  | Italia                    | 0 (6)                |   |                     | Italia                    | 2 (3)  |  |

Toate orele sunt UTC−03:00.

## Semifinale

### Brazilia v Uruguay
| Brazilia              | 2–1    | Uruguay    |
| --------------------- | ------ | ---------- |
| Fred 41' Paulinho 86' | Raport | Cavani 48' |

| Brazilia | Uruguay |

| BRAZILIA:           |    |                  |     |       |
|                     |    |                  |     |       |
| P                   | 12 | Júlio César      |     |       |
| F                   | 2  | Daniel Alves     |     |       |
| F                   | 3  | Thiago Silva (c) |     |       |
| F                   | 4  | David Luiz       | 13' |       |
| F                   | 6  | Marcelo          | 75' |       |
| M                   | 18 | Paulinho         |     |       |
| M                   | 17 | Luiz Gustavo     | 39' |       |
| M                   | 11 | Oscar            |     | 73'   |
| M                   | 19 | Hulk             |     | 64'   |
| M                   | 10 | Neymar           |     | 90+1' |
| A                   | 9  | Fred             |     |       |
| Schimbări:          |    |                  |     |       |
| M                   | 20 | Bernard          |     | 64'   |
| M                   | 8  | Hernanes         |     | 73'   |
| F                   | 13 | Dante            |     | 90+1' |
| Antrenor:           |    |                  |     |       |
| Luiz Felipe Scolari |    |                  |     |       |

| URUGUAY:      |    |                    |     |     |
|               |    |                    |     |     |
| P             | 1  | Fernando Muslera   |     |     |
| F             | 16 | Maxi Pereira       |     |     |
| F             | 2  | Diego Lugano (c)   |     |     |
| F             | 3  | Diego Godín        |     |     |
| F             | 22 | Martín Cáceres     |     |     |
| M             | 20 | Álvaro González    | 74' | 83' |
| M             | 17 | Egidio Arévalo     |     |     |
| M             | 7  | Cristian Rodríguez |     |     |
| SS            | 10 | Diego Forlán       |     |     |
| RF            | 21 | Edinson Cavani     | 21' |     |
| LF            | 9  | Luis Suárez        |     |     |
| Schimbări:    |    |                    |     |     |
| M             | 5  | Walter Gargano     |     | 83' |
| Antrenor:     |    |                    |     |     |
| Óscar Tabárez |    |                    |     |     |

| Omul meciului: Júlio César (Brazil) Arbitrii asistenți: Carlos Astroza (Chile) Sergio Román (Chile) Al IV-lea oficial: Joel Aguilar (El Salvador) Al V-lea oficial: William Torres (El Salvador) |

### Spania v Italia
| Spania                                                   | 0–0 (d.p.) | Italia                                                                  |
| -------------------------------------------------------- | ---------- | ----------------------------------------------------------------------- |
|                                                          | Raport     |                                                                         |
| Xavi · Iniesta · Piqué · Ramos · Mata · Busquets · Navas | 7–6        | Candreva · Aquilani · De Rossi · Giovinco · Pirlo · Montolivo · Bonucci |

| Spania | Italia |

| SPAIN:             |    |                   |        |     |
|                    |    |                   |        |     |
| P                  | 1  | Iker Casillas (c) |        |     |
| F                  | 17 | Álvaro Arbeloa    |        |     |
| F                  | 15 | Sergio Ramos      |        |     |
| F                  | 3  | Gerard Piqué      | 105+1' |     |
| F                  | 18 | Jordi Alba        |        |     |
| M                  | 16 | Sergio Busquets   |        |     |
| M                  | 8  | Xavi              |        |     |
| M                  | 6  | Andrés Iniesta    |        |     |
| M                  | 11 | Pedro Rodríguez   |        | 79' |
| M                  | 21 | David Silva       |        | 53' |
| A                  | 9  | Fernando Torres   |        | 94' |
| Schimbări:         |    |                   |        |     |
| M                  | 22 | Jesús Navas       |        | 53' |
| M                  | 13 | Juan Mata         |        | 79' |
| M                  | 4  | Javi Martínez     |        | 94' |
| Antrenor:          |    |                   |        |     |
| Vicente del Bosque |    |                   |        |     |

| ITALIA:          |    |                      |     |     |
|                  |    |                      |     |     |
| P                | 1  | Gianluigi Buffon (c) |     |     |
| F                | 15 | Andrea Barzagli      |     | 46' |
| F                | 19 | Leonardo Bonucci     |     |     |
| F                | 3  | Giorgio Chiellini    |     |     |
| M                | 2  | Christian Maggio     |     |     |
| M                | 21 | Andrea Pirlo         |     |     |
| M                | 16 | Daniele De Rossi     | 65' |     |
| M                | 22 | Emanuele Giaccherini |     |     |
| M                | 6  | Antonio Candreva     |     |     |
| M                | 8  | Claudio Marchisio    |     | 80' |
| A                | 11 | Alberto Gilardino    |     | 91' |
| Schimbări:       |    |                      |     |     |
| M                | 18 | Riccardo Montolivo   |     | 46' |
| M                | 7  | Alberto Aquilani     |     | 80' |
| A                | 10 | Sebastian Giovinco   |     | 91' |
| Antrenor:        |    |                      |     |     |
| Cesare Prandelli |    |                      |     |     |

| Omul meciului: Iker Casillas (Spania) Arbitrii asistenți: Mike Mullarkey (Anglia) Darren Cann (Anglia) Al IV-lea oficial: Pedro Proença (Portugalia) Al V-lea oficial: Bertino Miranda (Portugalia) |

## Finala mică
| Uruguay                                      | 2 - 2 (d.p.) | Italia                                            |
| -------------------------------------------- | ------------ | ------------------------------------------------- |
| Cavani 58', 78'                              | Raport       | Astori 24' Diamanti 73'                           |
| Forlán · Cavani · Suárez · Cáceres · Gargano | 2–3          | Aquilani · El Shaarawy · De Sciglio · Giaccherini |

| Uruguay | Italia |

| P             | 1  | Fernando Muslera   |     |      |
| F             | 16 | Maxi Pereira       | 8'  | 81'  |
| F             | 2  | Diego Lugano (c)   |     |      |
| F             | 3  | Diego Godín        |     |      |
| F             | 22 | Martín Cáceres     |     |      |
| RM            | 5  | Walter Gargano     |     |      |
| M             | 17 | Egidio Arévalo     |     | 106' |
| LM            | 7  | Cristian Rodríguez |     | 56'  |
| SS            | 10 | Diego Forlán       |     |      |
| RF            | 21 | Edinson Cavani     |     |      |
| LF            | 9  | Luis Suárez        | 61' |      |
| Schimbări:    |    |                    |     |      |
| M             | 20 | Álvaro González    |     | 56'  |
| M             | 6  | Álvaro Pereira     |     | 81'  |
| M             | 15 | Diego Pérez        |     | 106' |
| Antrenor:     |    |                    |     |      |
| Óscar Tabárez |    |                    |     |      |

| P                | 1  | Gianluigi Buffon (c) |          |     |
| F                | 2  | Christian Maggio     |          |     |
| F                | 4  | Davide Astori        |          | 95' |
| F                | 3  | Giorgio Chiellini    | 55'      |     |
| F                | 5  | Mattia De Sciglio    |          |     |
| RM               | 6  | Antonio Candreva     |          |     |
| M                | 16 | Daniele De Rossi     |          | 70' |
| LM               | 18 | Riccardo Montolivo   | 82' 110' |     |
| SS               | 23 | Alessandro Diamanti  |          | 82' |
| SS               | 14 | Stephan El Shaarawy  |          |     |
| A                | 11 | Alberto Gilardino    |          |     |
| Schimbări:       |    |                      |          |     |
| M                | 7  | Alberto Aquilani     |          | 70' |
| M                | 22 | Emanuele Giaccherini |          | 82' |
| DF               | 19 | Leonardo Bonucci     |          | 95' |
| Antrenor:        |    |                      |          |     |
| Cesare Prandelli |    |                      |          |     |

| Arbitrii asistenți: Abdelhak Etchiali (Algeria) Redouane Achik (Maroc) Al IV-lea oficial: Yuichi Nishimura (Japonia) Al V-lea oficial: Toru Sagara (Japonia) |

## Finala
| Brazilia                | 3–0    | Spania |
| ----------------------- | ------ | ------ |
| Fred 2', 47' Neymar 44' | Raport |        |

| Brazilia | Spania |

| P                   | 12 | Júlio César      |  |     |
| F                   | 2  | Daniel Alves     |  |     |
| F                   | 3  | Thiago Silva (c) |  |     |
| F                   | 4  | David Luiz       |  |     |
| F                   | 6  | Marcelo          |  |     |
| M                   | 18 | Paulinho         |  | 88' |
| M                   | 17 | Luiz Gustavo     |  |     |
| M                   | 11 | Oscar            |  |     |
| M                   | 19 | Hulk             |  | 73' |
| M                   | 10 | Neymar           |  |     |
| A                   | 9  | Fred             |  | 80' |
| Schimbări:          |    |                  |  |     |
| M                   | 23 | Jádson           |  | 73' |
| M                   | 21 | Jô               |  | 80' |
| M                   | 8  | Hernanes         |  | 88' |
| Antrenor:           |    |                  |  |     |
| Luiz Felipe Scolari |    |                  |  |     |

| P                  | 1  | Iker Casillas (c) |     |     |
| F                  | 17 | Álvaro Arbeloa    | 15' | 46' |
| F                  | 15 | Sergio Ramos      | 28' |     |
| F                  | 3  | Gerard Piqué      | 68' |     |
| F                  | 18 | Jordi Alba        |     |     |
| M                  | 16 | Sergio Busquets   |     |     |
| M                  | 8  | Xavi              |     |     |
| M                  | 6  | Andrés Iniesta    |     |     |
| M                  | 11 | Pedro Rodríguez   |     |     |
| M                  | 13 | Juan Mata         |     | 52' |
| A                  | 9  | Fernando Torres   |     | 59' |
| Schimbări:         |    |                   |     |     |
| F                  | 5  | César Azpilicueta |     | 46' |
| M                  | 22 | Jesús Navas       |     | 52' |
| A                  | 7  | David Villa       |     | 59' |
| Antrenor:          |    |                   |     |     |
| Vicente del Bosque |    |                   |     |     |

| Omul meciului: Neymar (Brazilia) Arbitrii asistenți: Sander van Roekel (Olanda) Erwin Zeinstra (Olanda) Al IV-lea oficial: Felix Brych (Germania) Al V-lea oficial: Mark Borsch (Germania) |

## Legături externe
- Cupa Confederațiilor FIFA 2013 Arhivat în 15 iunie 2010, la Wayback Machine.